# Catoptria permutatellus
Catoptria permutatellus là một loài bướm đêm thuộc họ Crambidae. Nó được tìm thấy ở châu Âu. The imago can only be distinguished from Catoptria osthelderi by microscopic research of the genitalia.
Sải cánh dài 22–29 mm. Con trưởng thành bay từ tháng 5 đến tháng 8 tùy theo địa điểm.
Ấu trùng ăn various mosses.

## Hình ảnh

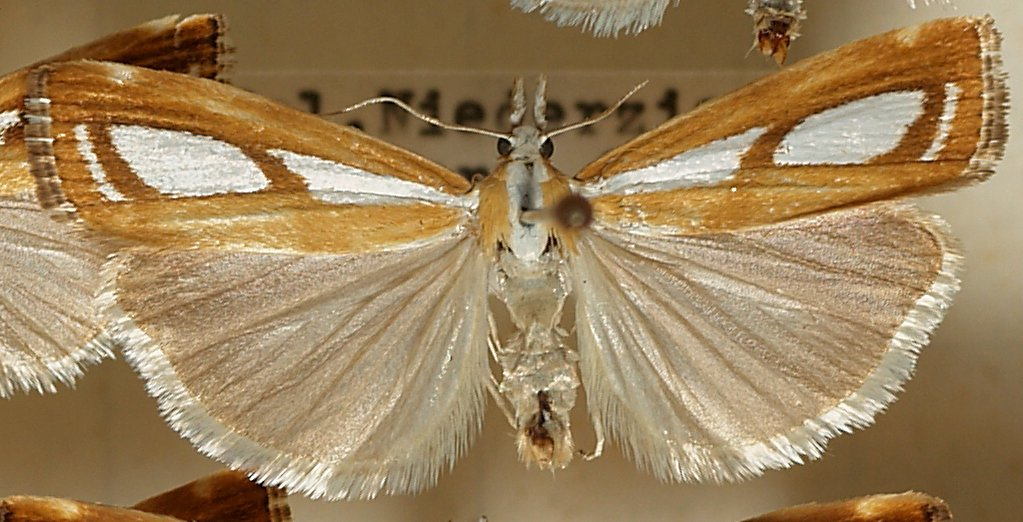